# Maša Gessen
Maša Aleksandrovna Gessen (Mosca, 13 gennaio 1967) è una saggista, giornalista e attivista russa con cittadinanza statunitense.

## Biografia
Di famiglia ebraica, è tra i principali attivisti russi per i diritti LGBT, scrive soprattutto in inglese, ma anche nella sua lingua madre, il russo; è nota per gli scritti su tematiche pro LGBT e per le posizioni critiche da lei espresse nei confronti di Vladimir Putin e Donald Trump. Oltre che come autrice di numerosi libri di saggistica, è nota come collaboratrice di svariati giornali e mass media, tra cui The New York Times, The New York Review of Books, The Washington Post, Los Angeles Times, The New Republic, New Statesman, Granta, Slate, Vanity Fair, Harper's Magazine, The New Yorker e US News & World Report. Dal 2017 collabora con il The New Yorker.

## Opere

### Saggi
- Il futuro è storia (The Future Is History: How Totalitarianism Reclaimed Russia), 2017

## Riconoscimenti
- National Book Award per la saggistica 2017
- GLAAD Media Awards 2018 come miglior articolo su una rivista - Forbidden Lives: The Gay Men Who Fled Chechnya's Purge - Masha Gessen, The New Yorker